# 德斯佩尼亞德羅斯

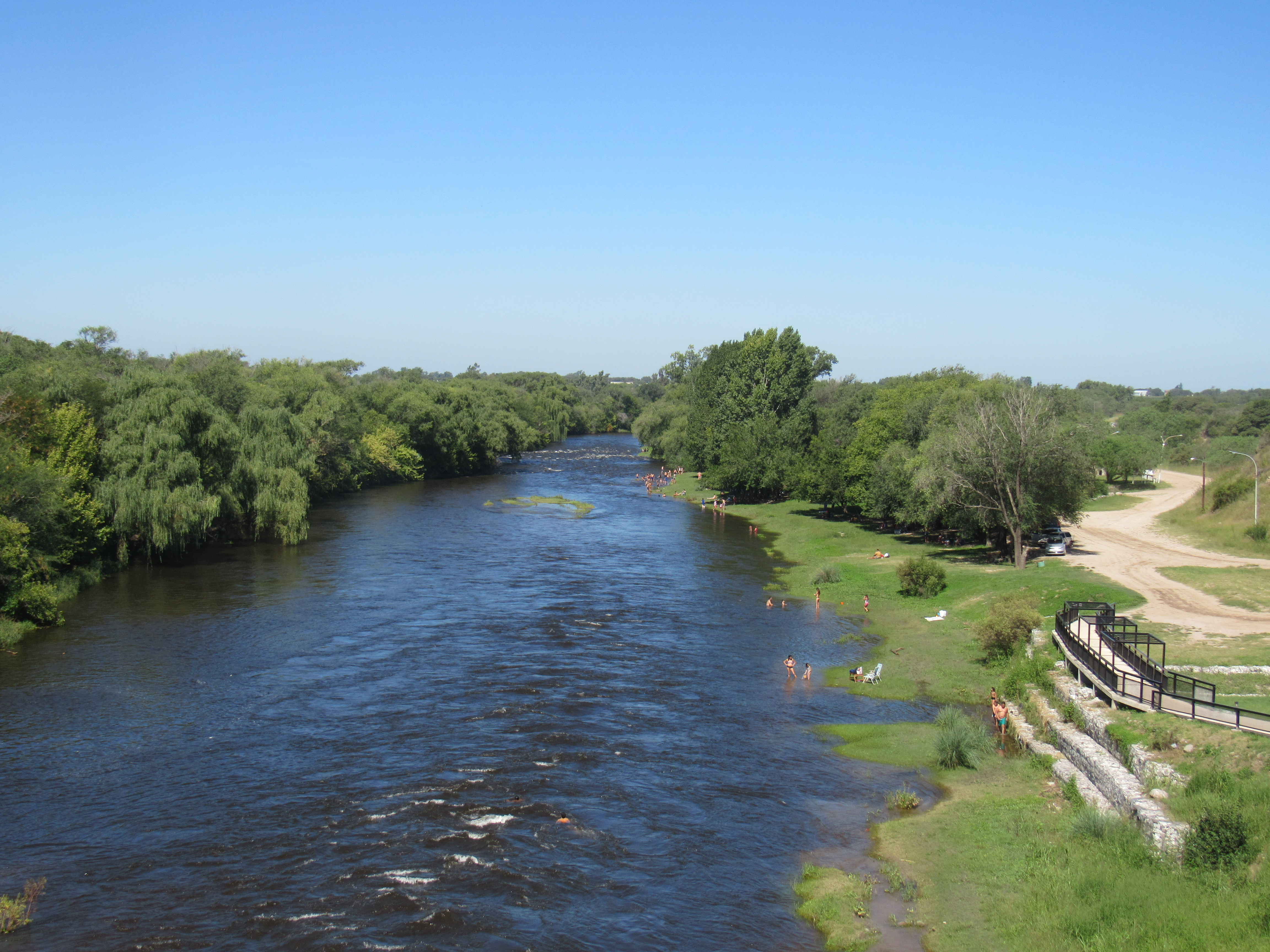
德斯佩尼亞德羅斯

德斯佩尼亞德羅斯（西班牙語：Despeñaderos），是阿根廷的城鎮，位於該國東北面科爾多瓦省的卡拉穆奇塔縣，始建於1913年10月11日，海拔高度728米，主要經濟活動是農業，2010年人口5,758。